# Dahan Phương Oanh
Nguyễn Thị Phương Oanh (sinh ngày 1 tháng 4 năm 1999 tại Điện Biên) được biết đến với nghệ danh Dahan, là một người mẫu Việt Nam. Cô từng lọt Top 13 cuộc thi Vietnam's Next Top Model Allstars năm 2017. Năm 2021 Phương Oanh trở thành người mẫu Việt Nam đầu tiên xuất hiện trên website của Gucci.. Cô cũng là người mẫu thuần Việt đầu tiên và duy nhất đến nay từng trình diễn tại 4 sự kiện thời trang lớn nhất thế giới bao gồm Paris Fashion Week, London Fashion Week, Milan Fashion Week và New York Fashion Week đồng thời có tên trên website nổi tiếng về người mẫu và thời trang quốc tế Models.com.
Năm 2023 cô được chuyên trang Models.com xếp hạng là một trong những người mẫu trúng nhiều show mùa Fall Ready-to-Wear 2023 tại New York Fashion Week.

## Sự nghiệp
Phương Oanh tham gia casting Top Model Online để có cơ hội vào nhà chung của Vietnam's Next Top Model Allstars và dừng chân tại Top 13. Sau cuộc thi, cô tiếp tục phát triển sự nghiệp và nhận các show diễn trong nước nhưng vẫn chưa có sự nổi bật trong nước.
Khi mới sang Anh quốc, Phương Oanh ký hợp đồng với công ty quản lý PRM Models tại London. Bằng khả năng của mình, cô đã gặt hái được nhiều thành công khi tấn công thị trường quốc tế, trình diễn cho nhiều nhà mốt nổi tiếng. Cô nhận 4 show diễn tại London Fashion Week của các nhà mốt và thương hiệu như MM6 Maison Margiela, Fashion Hong Kong, Bosideng, ngoài ra còn xuất hiện trong Digital Runway Show giới thiệu bộ sưu tập mới của thương hiệu đình đám Fila đồng thời Phương Oanh còn trở thành người mẫu trong bộ sưu tập Ready to Wear Thu Đông 2021 của thương hiệu Stella McCartney.
Đầu tháng 7 năm 2021, Phương Oanh trở thành người mẫu thuần Việt đầu tiên được xuất hiện trong chiến dịch quảng bá túi Diana của thương hiệu cao cấp Gucci. Ngoài ra, cô còn là người mẫu Việt Nam đầu tiên ghi tên mình trên trang web chuyên về người mẫu và giới thời trang quốc tế models.com. Cùng năm cô sải bước trên sàn diễn của nhà mốt Dolce & Gabbana tại Milan Fashion Week.
Ngày 1 tháng 9 năm 2021 Phương Oanh xuất hiện với vai trò người mẫu trong bộ ảnh thời trang số tháng 9 của tạp chí Vogue (Thái Lan). Đầu năm 2022, cô sải bước trên sàn diễn của thương hiệu thời trang K-Way thuộc khuôn khổ Milan Fashion Week. Ngày 20 tháng 1 cùng năm cô được chọn là người mở màn (First face) cho show diễn Thu Đông 2022 của thương hiệu Lemaire tại Paris Fashion Week.
Ngày 26 tháng 1 năm 2022 Phương Oanh xuất hiện trong show diễn của thương hiệu Haute Couture Elie Saab với hai look Evening Gown thuộc khuôn khổ Paris Fashion Week, trở thành người mẫu Việt Nam đầu tiên bước chân trên sàn diễn Haute Couture. Ngày 27 tháng 1 cô tiếp tục sải bước trên sàn diễn Haute Couture của thương hiệu Yuima Nakazato. Ngày 26 tháng 2 cùng năm Phương Oanh xuất hiện trên sàn diễn Ready To Wear của nhà mốt Dolce & Gabbana tại Milan Fashion Week.
Ngày 1 tháng 3 năm 2022 Phương Oanh xuất hiện tại khuôn khổ Paris Fashion Week với bộ sưu tập thu đông của thương hiệu BOTTER. Ngày 5 tháng 3 cô sải bước trên sàn diễn của Elie Saab tại Paris Fashion Week, chỉ 2 tháng sau khi diễn show Haute Couture của hãng, giúp cô là người mẫu Việt đầu tiên thành công được tuyển cho cả hai shows Haute Couture và Ready-to-Wear của nhà mốt này.
Đầu tháng 7 năm 2022 Phương Oanh lần đầu xuất hiện lần đầu tại show diễn Haute Couture Thu Đông của thương hiệu Giorgio Armani thuộc Paris Fashion Week. Vài ngày sau đó Dahan lần thứ 3 xuất hiện trên sàn diễn của thương hiệu Elie Saab với 2 look thuộc bộ sưu tập Haute Couture Thu Đông 2022, cũng như sải bước trên sàn diễn Haute Couture của nhà mốt Zuhair Murad.
Cùng năm cô ký hợp đồng với công ty người mẫu New York Model Management và xuất hiện tại New York Fashion Week với 5 thương hiệu Prabal Gurung, Puppets and Puppets, Dion Lee, LaQuan Smith và Peter Do đồng thời cô cũng trở thành người mẫu Việt Nam xuất hiện tại cả 4 kinh đô thời trang Paris, London, Milan và New York.
Đầu năm 2023 Phương Oanh xuất hiện trong bộ ảnh editorial của V Magazine. Tháng hai cùng năm cô trở lại New York Fashion Week với các show diễn lớn như Marc Jacobs, Alexander Wang đồng thời được chuyên trang Models.com xếp hạng trong top những người mẫu trúng nhiều show nhất tính theo mùa Fall Ready-to-Wear 2023 với 8 show diễn.

## Show diễn tiêu biểu
| Năm  | Vị trí     | Show diễn                             | Nhà thiết kế/ Brand | Khuôn khổ             | Ref    |
| ---- | ---------- | ------------------------------------- | ------------------- | --------------------- | ------ |
| 2021 | Model      | Ready To Wear Fall Winter 2021        | Stella Cartney      |                       | [ 34 ] |
| 2021 | Model      |                                       | Feng Chen Wang      |                       | [ 35 ] |
| 2021 | Model      | Ready To Wear Spring Summer 2022      | MM6 Maison Margiela | London Fashion Week   | [ 36 ] |
| 2021 | Model      | Ready To Wear Spring Summer 2022      | Dolce & Gabbana     | Milan Fashion Week    | [ 37 ] |
| 2022 | Model      | Ready To Wear Fall Winter 2022        | K-Way               | Milan Fashion Week    | [ 38 ] |
| 2022 | First face | Ready To Wear Fall Winter 2022        | Lemaire             | Paris Fashion Week    | [ 20 ] |
| 2022 | Model      | Haute Couture Spring Summer 2022      | Elie Saab           | Paris Fashion Week    | [ 22 ] |
| 2022 | Model      | Haute Couture Spring Summer 2022      | Yuima Nakazato      | Paris Fashion Week    | [ 39 ] |
| 2022 | Model      | Ready To Wear Fall Winter 2022        | Sunnei              | Milan Fashion Week    | [ 40 ] |
| 2022 | Model      | Ready To Wear Fall Winter 2022        | GCDS                | Milan Fashion Week    | [ 41 ] |
| 2022 | Model      | Ready To Wear Fall Winter 2022        | Philipp Plein       | Milan Fashion Week    | [ 42 ] |
| 2022 | Model      | Ready To Wear Fall Winter 2022        | Dolce & Gabbana     | Milan Fashion Week    | [ 25 ] |
| 2022 | Model      | Ready To Wear Fall Winter 2022        | BOTTER              | Paris Fashion Week    | [ 26 ] |
| 2022 | Model      | Ready To Wear Fall Winter 2022 - 2023 | Elie Saab           | Paris Fashion Week    | [ 43 ] |
| 2022 | Model      | Ready To Wear Fall Winter 2022 - 2023 | Kevin Germanier     | Paris Fashion Week    | [ 44 ] |
| 2022 | Model      | Haute Couture Fall Winter 2022        | Giorgio Armani      | Paris Fashion Week    | [ 28 ] |
| 2022 | Model      | Haute Couture Fall Winter 2022        | Elie Saab           | Paris Fashion Week    | [ 45 ] |
| 2022 | Model      | Haute Couture Fall Winter 2022        | Zuhair Murad        | Paris Fashion Week    | [ 29 ] |
| 2022 | Model      | Ready To Wear Spring Summer 2023      | Prabal Gurung       | New York Fashion Week | [ 46 ] |
| 2022 | Model      | Ready To Wear Spring Summer 2023      | Puppets and Puppets | New York Fashion Week | [ 47 ] |
| 2022 | Model      | Ready To Wear Spring Summer 2023      | Dion Lee            | New York Fashion Week | [ 48 ] |
| 2022 | Model      | Ready To Wear Spring Summer 2023      | LaQuan Smith        | New York Fashion Week | [ 49 ] |
| 2022 | Model      | Ready To Wear Spring Summer 2023      | Peter Do            | New York Fashion Week | [ 31 ] |
| 2022 | Model      | Ready To Wear Spring Summer 2023      | AC9                 | Milan Fashion Week    | [ 50 ] |
| 2022 | Model      | Ready To Wear Spring Summer 2023      | GCDS                | Milan Fashion Week    | [ 51 ] |
| 2022 | Model      | Ready To Wear Spring Summer 2023      | Vivetta             | Milan Fashion Week    | [ 52 ] |
| 2022 | Model      | Ready To Wear Spring Summer 2023      | Dolce & Gabbana     | Milan Fashion Week    | [ 53 ] |
| 2022 | Model      | Ready To Wear Spring Summer 2023      | Aniye Records       | Milan Fashion Week    | [ 54 ] |
| 2022 | Model      | Ready To Wear Spring Summer 2023      | Botter              | Paris Fashion Week    | [ 55 ] |
| 2022 | Model      | Ready To Wear Spring Summer 2023      | Dries Van Noten     | Paris Fashion Week    | [ 56 ] |
| 2022 | Model      | Ready To Wear Spring Summer 2023      | Germanier           | Paris Fashion Week    | [ 57 ] |
| 2022 | Model      | Ready To Wear Spring Summer 2023      | A.W.A.K.E.          | Paris Fashion Week    | [ 58 ] |
| 2023 | Model      | Ready To Wear Fall Winter 2023        | Marc Jacobs         | New York Fashion Week | [ 59 ] |
| 2023 | Model      | Ready To Wear Fall Winter 2023        | Alexander Wang      | New York Fashion Week | [ 60 ] |
| 2023 | Model      | Ready To Wear Fall Winter 2023        | Collina Strada      | New York Fashion Week | [ 61 ] |
| 2023 | Model      | Ready To Wear Fall Winter 2023        | Prabal Gurung       | New York Fashion Week | [ 62 ] |
| 2023 | Model      | Ready To Wear Fall Winter 2023        | Eckhaus Latta       | New York Fashion Week | [ 63 ] |
| 2023 | Model      | Ready To Wear Fall Winter 2023        | ADEAM               | New York Fashion Week | [ 64 ] |
| 2023 | Model      | Ready To Wear Fall Winter 2023        | Puppets and Puppets | New York Fashion Week | [ 65 ] |
| 2023 | Model      | Ready To Wear Fall Winter 2023        | Helmut Lang         | New York Fashion Week | [ 66 ] |
| 2023 | Model      | Ready To Wear Fall Winter 2023        | Matty Bovan         | London Fashion Week   | [ 67 ] |
| 2023 | Model      | Ready To Wear Fall Winter 2023        | Roksanda Ilincic    | London Fashion Week   | [ 68 ] |
| 2023 | Model      | Ready To Wear Fall Winter 2023        | Yuhan Wang          | London Fashion Week   | [ 69 ] |
| 2023 | Model      | Ready To Wear Fall Winter 2023        | Blumarine           | Milan Fashion Week    | [ 70 ] |
| 2023 | Model      | Ready To Wear Fall Winter 2023        | Giada               | Milan Fashion Week    | [ 71 ] |
| 2023 | Closed     | Ready To Wear Fall Winter 2023        | Tomo Koizumi        | Milan Fashion Week    | [ 72 ] |
| 2023 | Closed     | Ready To Wear Fall Winter 2023        | Shiatzy Chen        | Paris Fashion Week    | [ 73 ] |
| 2023 | Model      | Ready To Wear Fall Winter 2023        | Ottolinger          | Paris Fashion Week    | [ 74 ] |

## Lookbook
| Năm  | Bộ sưu tập                       | Nhà thiết kế/ Brand | Ref    |
| ---- | -------------------------------- | ------------------- | ------ |
| 2021 | Fall Winter 2021                 | Edward Crutchley    | [ 75 ] |
| 2021 | Ready To Wear Spring Summer 2022 | Margaret Howell     | [ 76 ] |
| 2021 | Ready To Wear Fall 2021          | Halpern             | [ 77 ] |
| 2021 | Resort 2022                      | Erdem Moralioglu    | [ 78 ] |
| 2022 |                                  | Furla               | [ 79 ] |
| 2022 | Ready To Wear Fall Winter 2022   | DROMe               | [ 80 ] |
| 2022 | Jacob Lee SS 2022                | Jacob Lee           | [ 81 ] |
| 2023 |                                  | Phillip Lim         | [ 82 ] |

## Bìa tạp chí
| Năm  | Tạp chí                | Chủ đề                  | Tháng         | Ref    |
| ---- | ---------------------- | ----------------------- | ------------- | ------ |
| 2021 | Haper's Bazaar Vietnam | Mùa Đông Ấm Áp          | 12            | [ 83 ] |
| 2022 | RISER                  | No.17 - Milano+New York | Spring/Summer | [ 84 ] |
| 2023 | L’Officiel Vietnam     | Emitting the Brilliance | 03            |        |
| 2024 | Haper's Bazaar Vietnam |                         | 06            |        |

## Campaign
| Năm  | Chiến dịch      | Nhà thiết kế/ Brand | Ref    |
| ---- | --------------- | ------------------- | ------ |
| 2021 | Gucci Diana Bag | Gucci               | [ 16 ] |

## Giải thưởng
- Người mẫu nữ của năm tại Star Awards 2022.[85]
- Ngôi sao Thời trang tài năng 2022 do chuyên trang Ngôi Sao của VnExpress bình chọn.[86]